# Голямо-Каменяне
Голямо-Каменяне (болг. Голямо Каменяне) — село в Болгарии. Находится в Кырджалийской области, входит в общину Крумовград. Население составляет 212 человек.

## Политическая ситуация
В местном кметстве Голямо-Каменяне, в состав которого входит Голямо-Каменяне, должность кмета (старосты) исполняет Хасан Ахмед Хасан (Движение за права и свободы (ДПС)) по результатам выборов.
Кмет (мэр) общины Крумовград — Себихан Керим Мехмед (Движение за права и свободы (ДПС)) по результатам выборов.